# Сергеј Дјагиљев
Сергеј Павлович Дјагиљев (рус. Сергей Павлович Дягилев; Селишчи, Новгородска губернија, 31. март 1872 — Венеција, 19. август 1929), ван Русије познат као Серж, био је руски уметнички критичар, покровитељ, балетски импресарио и оснивач балетске компаније Ballets Russes из које ће потећи многи познати играчи и кореографи.

## Детињство и младост
Сергеј Дјагиљев је рођен у богатој и културној породици у селу Селишчи (Новгородска губернија), у Русији. Његов отац, Павел Павлович, био је коњички пуковник, али је породични новац углавном потицао из дестилерија водке. После смрти Сергејеве мајке, његов отац се оженио са Јеленом Валеријановом Панајевом, младом уметницом која је имала веома срдачан однос са својим пасторком и која је снажно утицала на њега. Породица се преселила у Перм, али је имала стан у Санкт Петербургу и сеоско имање у Бикбарди (близу Перма). Сергејеви родитељи су банкротирали 1890. године јер су дуго живели изнад својих могућности, и од тада је Сергеј (који је имао мали приход наслеђен од мајке) морао да издржава породицу. Пошто је 1890. матурирао у гимназији у Перму, отишао је у престоницу да студира право на Санктпетербуршком универзитету, а уз то је похађао и часове на Санктпетербуршком конзерваторијуму, где је студирао певање и музику (љубав коју му је усадила његова помајка). По дипломирању 1892. године, напустио је своје снове о компоновању (његов професор, Николај Римски Корсаков, рекао му је да нема музичког талента). Он је већ био ушао у утицајан круг уметника који су себе називали Мир исскуства (рус. Свет уметности): Александар Беноа, Валтер Нувел, Константин Сомов, Дмитриј Философов и Леон Бакст. Иако није одмах примљен у групу, Беноа му је помагао да прошири своје познавање руске и западне уметности. Посветио је две године живота својој опсесији (чак је путовао у иностранство да продуби своје студије) и постао је поштован као један од најобразованијих у групи.
Уз финансијску подршку Саве Мамонтова (директор Руске приватне оперске компаније) и принцезе Марије Тенишеве, група је основала часопис Мир исскуства. Дјагиљев је 1899. године постао специјални асистент принца Сергеја Михајловича Волконског, који је од скора био постављен за директора свих Царских позоришта. Дјагиљев је 1900. године постао одговоран за уређивање Годишњака Царских позоришта, и одмах је упослио своје блиске пријатеље: Леон Бакст је требало да дизајнира костиме за француски драмски комад Le Coeur de la Marquise, док је Беноа добио прилику да режира оперу Купидонова освета Сергеја Танејева.
Волконски је поверио Дјагиљеву да у сезони 1900—1901. постави на сцену Силвију Леа Делиба, омиљени Беноов балет. Два сарадника су израдила план поставке који је запањио стално особље Царских позоришта. Након неколико све израженијих размимоилажења, Дјагиљев је на демонстративан начин одбио да настави са уређивањем Годишњака Царских позоришта и Волконски га је 1901. године отпустио и осрамотио у очима племства. У исто време, неки од проучавалаца Дјагиљева наводе хомосексуалност као главни узрок конфликта. Међутим, његова хомосексуалност је била добро позната много пре него што је позван у Царска позоришта.

## Ballets Russes
Дјагиљевљеви пријатељи су остали уз њега, пратећи га и помажући му да организује изложбе у име Мир исскуства. У Санкт Петербургу је 1905. године организовао велику изложбу руског портретног сликарства, путујући годину дана широм Русије и откривајући раније непозната ремек-дела руске портретне уметности. Следеће године је поставио велику изложбу руске уметности у париском Petit Palais-у. То је био почетак дуге везе с Француском. Представио је пет концерата руске музике у Паризу 1907. године, а 1908. је у Париској опери режирао Бориса Годунова, с Фјородом Шаљапином у главној улози.
Уследио је позив да се следеће године врати са балетом и опером. Тако је настала чувена балетска компанија Ballets Russes. Компанију су сачињавали најбољи млади руски играчи, међу којима Ана Павлова, Адолф Болм, Вацлав Нижински, Тамара Карсавина и Вера Карали, а њихов први наступ 19. маја 1909. године био је права сензација.
Тих година Дјагиљев је на сцену поставио неколико композиција Николаја Римског Корсакова, као што су опере Псковичанка, Мајска ноћ и Златни петлић. Његова балетска адаптација оркестарске свите Шехерезада, постављена на сцену 1910. године, изазвала је бес композиторове удовице, Надежде Римске Корсакове, која је протестовала у отвореном писму Дјагиљеву, објављеном у часопису Rech. Дјагиљев је наручивао балетску музику од композитора као што су Николај Черепнин (Нарцис и Ехо, 1911), Клод Дебиси (Игре, 1913), Морис Равел (Дафнис и Клое, 1912), Ерик Сати (Парада, 1917), Мануел де Фаља (Тророги шешир, 1917), Рихард Штраус (Легенда о Јосифу, 1914), Сергеј Прокофјев (Ала и Лоли, 1915, одбијена и прерађена у Скитску свиту; Шут, 1915, рев. 1920; Гвоздени корак, 1926; Блудни син, 1929), Оторино Респиги (Фантастични бутик, 1918), Франсис Пуленк (Срне, 1923) и други. Његов кореограф Мишел Фокин често је адаптирао музику за балет. Дјагиљев је такође сарађивао са играчем и балетским мајстором Леонидом Масином.
Уметнички директор Ballets Russes је био Леон Бакст. Заједно су развили сложенију форму балета са позоришним елементима у намери да привуку ширу публику, а не искључиво аристократију. Егзотична привлачност Ballets Russes утицала је на фовисте, као и на настајући Арт деко стил.
Можда најзначајнији композитор-сарадник Сергеја Дјагиљева био је Игор Стравински. Дјагиљев је чуо његова рана оркестарска дела (Ватромет и Фантастични скерцо) и био је толико задивљен да је затражио од Стравинског да прилагоди неколико Шопенових комада за Ballets Russes. Од Стравинског је 1910. године наручио прво дело – Жар-птицу. Недуго након тога уследили су балети Петрушка (1912) и Посвећење пролећа (1913), а заједно су радили и на Пулчинели (1920) и Свадбама (1923).
Након руске Октобарске револуције 1917. године, Дјагиљев је остао у иностранству. Нови совјетски режим, видевши да не може да га приволи на своју страну, заувек га је прогласио посебно подмуклим примером буржоаске декаденције. Совјетски историчари уметности нису писали о њему више од 60 година.
Дијагиљев је 1921. године на сцени у Лондону поставио Успавану лепотицу Петра Чајковског. Била је то поставка од изузетног значаја у погледу сценографије и костима, али упркос томе што је лепо примљена од публике, представљала је финансијски губитак за Дјагиљева и Освалда Стола, власника позоришта који је стао иза ње. Прва постава је укључивала легендарну балерину Олгу Спесивцеву и Љубов Егорову у улози Ауроре. Дјагиљев је инсистирао да се балет назове Успавана принцеза. Када је упитан за разлог, духовито је приметио: „Зато што немам лепотице!" Позне представе Ballets Russes често су држане за превише „интелектуалне“, превише „стилизоване“ и ретко су имале безусловни успех као у претходним сезонама, иако су млади кореографи попут Жоржа Баланшина направили крупан искорак са Ballets Russes
Крај 19. века усмерио је развој тоналитета, хармоније, ритма и метра према већој слободи. До тог времена, ригидне хармонијске схеме присиљавале су ритмичке обрасце да остану потпуно једноставни. Међутим, на прелазу векова, хармонијски и метрички изуми су постали или ригидинији, или непредвидљивији, а сваки од приступа је имао ослобађајући ефекат на ритам, што је посебно утицало на балет. Дјагиљев је био пионир у прилагођавању ових нових музичких стилова модерном балету. Када је Равел употребио 5/4 такт у завршном делу свог балета Дафнис и Колое (1912), играчи Ballets Russes су током проба певали Сер-геј-дја-ги-љев како би одржавали тачан ритам.
Чланови Ballets Russes Сергеја Дјагиљева касније су радили на стварању балетских традиција у САД (Жорж Баланшин) и Енглеској (Нинет де Валоа и Мари Рамбер). Балетски мајстор Серж Лифар је радио на техничком оживљавању Париске балетске опере, која је оснажена Клодом Бесијем и Рудолфом Нурејевим током 1980-их. Лифар је заслужан за спасавање многих Јевреја и других мањинских играча из нацистичких концентрационих логора током Другог светског рата.

## Приватни живот
Каснији огорчени коментари Нижинског о Дјагиљеву инспирисали су В. Х. Одена да их спомене у песми "1. септембар 1939": „Најбучнији ратоборни олош/ Важне особе вичу/ Није тако груб као наша жеља:/ Што луди Нижински/ о Дјагиљеву написа/ Истина је нормалнога срца;/ Јер грешка зачета у сржи/ сваке жене и свакога мушкарца/ жуди за оним што нема, не за општом љубави/ Но само вољена да буде."
Дјагиљев је био познат као тежак, захтеван, па чак и застрашујућ послодавац. Нинет де Валоа је говорила да је била толико уплашена да није смела ни у очи да га погледа. Жорж Бланшин је говорио да је током проба носио штап и љутито ударао кад год је био незадовољан. Други играчи су говорили да би их понизио само једним погледом или леденим коментаром. С друге стране, био је способан за велика добра дела. Кад је са својом банкротираном компанијом остао у Шпанији током Првог светског рата, преостали део новца дао је Лидији Соколовој да плати лечење својој кћерки. Алисија Маркова, која се као веома млада придружила Ballet Russes, касније ће говорити да је Дјагиљева звала „Сержипоп“ и да јој је рекао да ће се бринути о њој као о кћерки.
Дјагиљев је по кратком поступку отпустио Нижинског из Ballet Russes након што се овај оженио 1913. године. Нижински је поново наступао с компанијом, али старо пријатељство између њих никада није обновљено; осим тога, плесна магија Нижинског је значајно ослабила услед менталне болести у зачетку. Њихов последњи сусрет десио се након што је Нижински потпуно изгубио разум; изгледао је као да није препознао свог бившег љубавника. Играчи као што су Алисија Маркова, Тамара Карсавина, Серж Лифар и Лидија Соколова с љубављу су памтили Дјагиљева као строгу, али очинску фигуру која је потребе својих играча и компаније стављала испред својих. Живео је од кредита како би финансирао своју компанију, и мада је пред крај живота трошио значајне суме новца на изврсну колекцију ретких књига, многи људи су примећивали да су његова беспрекорно испеглана одела имала искрзане рукаве и ногавице. Филм Црвене ципеле је незнатно измењена драматизација Ballet Russes.

## Смрт и завештање
Дјагиљев се целог живота снажно плашио да се не удави у води и зато је избегавао да путује бродом. Умро је од дијабетеса у Венецији 19. августа 1929. године и сахрањен је на оближњем острву Сан Микеле.
Одељење за позориште и глуму Музеја Викторија и Алберт управља Екстром колекцијом Дјагиљев и Фондацијом Стравински.

### Архивски извори
- Serge Diaghilev Papers, 1910–29 (131 items) are housed at the New York Public Library
- Howard D. Rothschild collection on Ballets Russes of Serge Diaghilev : Manuscripts and objects, 1908–69 (inclusive), 1908–29 (bulk) (4.5 linear feet) are housed at the Houghton Library at Harvard University
- Sergei Diaghilev manuscript items listed in ArchiveGrid